# Истинное и ложное Я
Истинное «Я» (также известное как реальное, подлинное, изначальное и уязвимое «Я») и ложное «Я» (также известное как поддельное, идеализированное, поверхностное и псевдо «Я») — понятия психологического дуализма, концептуализированные английским психоаналитиком Дональдом Винникоттом. Винникотт использовал термин «истинное Я» для обозначения чувства себя, основанного на спонтанном подлинном опыте и чувстве того, что ты жив, обладаешь реальным «Я», практически не имеющим противоречий. «Ложное Я» — защитный механизм, который в крайних случаях может лишить человека спонтанности и заставить его чувствовать себя мёртвым и пустым из-за непоследовательной и некомпетентной видимости реальности, например, при нарциссизме.

## Характеристики
Согласно Винникотту, «истинное Я» формируется из самовосприятия в раннем младенчестве, например, осознанием ощутимых аспектов бытия, таких как движение крови по венам и наполнение и сдувание лёгких при дыхании. Младенец начинает считать, что эти элементы постоянны, и рассматривает свою жизнь как неотъемлемую реальность. После рождения спонтанные невербальные жесты ребёнка исходят из этого инстинктивного чувства и, если родители реагируют на них доброжелательно и с одобрением, становятся основой для дальнейшего развития истинного «Я».
В случае отсутствия достаточно хорошего воспитания (не обязательно идеального) — спонтанность младенца подвергается опасности быть подавленной необходимостью соответствовать желаниям/ожиданиям родителей. Результатом может стать создание «ложного Я», где "ожидания других людей имеют первостепенную важность. Через это «ложное Я» младенец выстраивает ложный набор отношений и посредством интроекций даже добивается видимости реальности, хотя на самом деле он просто скрывает бесплодную пустоту за фасадом, кажущимся независимым.
Опасность особенно остра, когда ребёнку приходится обеспечивать настройку для матери/родителей, а не наоборот, выстраивая своего рода диссоциированное распознавание объекта на безличной, а не личной и спонтанной основе. Ложное «Я» подавляет спонтанные жесты истинного «Я» в пользу безжизненной имитации, но предотвращает худшее: уничтожающий опыт эксплуатации самого скрытого истинного «Я».

## Предшественники
Хелен Дойч, коллега Фрейда, описывала «как будто личности», псевдоотношения, заменяющие реальные. Джоан Ривьер также исследовала концепцию маскарада нарцисса, который по сути является поверхностным согласием, скрывающим тонкую скрытую борьбу за контроль. Поздняя теория Фрейда об эго как продукте идентификаций была близка к рассмотрению эго только как «ложного Я»; в то время как различие «истинного/ложного Я» Винникотта сравнивалось с «основной ошибкой» Майкла Балинта и с понятием «скомпрометированного эго» Рональда Фэйрберна.
Эрих Фромм в своей книге «Бегство от свободы» (1941) провёл различие между подлинным и псевдо «Я», причём неподлинность последнего была способом избежать одиночества свободы.
Гораздо более ранние экзистенциалисты, такие как Сёрен Кьеркегор, утверждали, что «желание быть тем „Я“, которым человек является на самом деле, на самом деле противоположно отчаянию» — отчаянию выбора «быть другим, чем он сам».
Карен Хорни в своей книге Neurosis and Human Growth ( Неврозы и человеческий рост , 1950 год) основывала свою идею «истинного» и «ложного Я» на представлении о самосовершенствовании, интерпретируя его как реальное и идеальное «Я», где «реальное Я» — это то, кем человек является в данный момент, а «идеальное Я» — то, кем он может стать (см. также Карен Хорни §Теория Я).

## Дальнейшие исследования
Во второй половине XX века идеи Винникотта получили развитие и применение в различных контекстах, не только в психоанализе.

### Хайнц Кохут
Хайнц Кохут расширил концепцию Винникотта в своём исследовании нарциссизма, рассматривая нарциссов как людей, вырабатывающих защитную броню вокруг своего поврежденного внутреннего «Я». Он считал менее патологическим отождествление себя с повреждёнными остатками себя, чем достижение целостности посредством отождествления с внешней личностью.

### Александр Лоуэн
Александр Лоуэн определил, что нарциссы имеют истинное и ложное, или поверхностное «Я». Ложное «Я» представлено миру и противопоставляется истинному «Я», скрытому за фасадом или образом. Это истинное «Я» — чувствующее «Я», но для нарцисса чувствующее «Я» должно быть скрыто и отрицаемо. Поскольку поверхностное «Я» олицетворяет подчинение и конформизм, внутреннее или истинное «Я» мятежно и гневно. Этот скрытый бунт и гнев никогда не могут быть полностью подавлены, поскольку они являются выражением жизненной силы человека. Но из-за отрицания это не может быть выражено напрямую, но проявляется в поведении нарцисса.

### Джеймс Мастерсон
Джеймс Ф. Мастерсон утверждал, что все расстройства личности связаны с конфликтом между двумя «Я» человека: ложным «Я», которое маленький ребёнок конструирует, чтобы угодить матери, и истинным «Я». Психотерапия расстройств личности — это попытка вернуть людей к их истинному «Я».

### Невилл Саймингтон
Невилл Саймингтон развил концепцию Винникотта о противостоянии истинного и ложного «Я», охватив источники личного действия, черпаемые из интернализации внешних влияний и давлений . Родительское самовосхваление посредством достижений своего ребёнка могут быть интернализованы как чуждый диссонирующий источник действия. Однако Саймингтон подчеркивал преднамеренный элемент в отказе индивида от автономного «Я» в пользу ложного «Я» или нарциссической маски — то, что, по его мнению, Винникотт упустил из виду.

### Сэм Вакнин
Сэм Вакнин подчеркнул роль ложного «Я» в нарциссизме. Ложное «Я» заменяет истинное «Я» нарцисса и призвано защитить его от боли и нарциссических травм путем приписывания себе всемогущества. Нарцисс притворяется, что его ложное «Я» реально, и требует, чтобы другие люди подтверждали это заблуждение, в то же время скрывая свое настоящее несовершенное истинное «Я». По мнению Вакнина истинное «Я» невозможно реанимировать с помощью терапии.

### Алис Миллер
Алис Миллер предупреждала, что у ребёнка/пациента может не быть сформированного истинного «Я», которое скрывается за фасадом ложного «Я»; и что освобождение истинного «Я» не так просто, как у Винникотта (бабочка, вылупляющаяся из кокона). Однако если истинное «Я» может быть развито, то пустая грандиозность ложного «Я» может уступить место новому чувству автономной жизненной силы.

### Сьюзи Орбах: ложные тела
Сьюзи Орбах рассматривала ложное «Я» как чрезмерное развитие (под давлением родителей) определённых аспектов «Я» за счёт других аспектов. Орбах продолжила развивать мысль Винникотта о том, что нарушение окружающей среды может привести к внутреннему разделению разума и тела, появлению «ложного тела» — фальсифицированного ощущения собственного тела. Орбах считала, что женское «ложное тело», в частности, построено на идентификации с другими, в ущерб внутреннему чувству подлинности и надёжности. Разрушение монолитного, но ложного ощущения тела в процессе терапии может привести к появлению у пациента ряда подлинных (даже если часто болезненных) телесных ощущений.

### Юнгианская персона
Юнгианцы исследовали совпадение между концепцией персоны Юнга и ложным «Я» Винникотта. При отмеченном сходстве, однако только оборонительная персона приближается к патологическому статусу ложного «Я».

### Трёхчастное «Я» Стерна
Дэниел Стерн считал, что чувство «продолжающегося бытия» Винникотта является конститутивным для ядра, довербального «Я». Он также исследовал, как язык может быть использован для укрепления ложного чувства собственного «Я», оставляя истинное «Я» лингвистически непрозрачным и отрицаемым. Он предложил трёхчастное разделение «Я» на: социальное, личное, отрицаемое.

### Ричард Рор
Ричард Рорисследовал духовные измерения концепции истинного и ложного «Я» в своей книге «Immortal Diamond» («Бессмертный алмаз»).

## Критика
Невилл Саймингтон критиковал Винникотта за то, что тот не смог объединить концепцию истинного и ложного «Я» с фрейдистской теорией Эго и Ида .
Жан-Бертран Понталис использовал концепцию истинное/ложное «Я» в качестве клинического различия, с оговорками относительно его теоретического статуса.
Философ Мишель Фуко оспаривал концепцию истинного «Я» на анти-эссенциалистских основаниях, утверждая, что «Я» — это конструкт, нечто, что должно развиваться посредством процесса субъективации, эстетики самоформирования, а не просто нечто, ждущее своего раскрытия: «мы должны создавать себя как произведение искусства».

## Литературные примеры
- «Грозовой перевал» Эмили Бронте был интерпретирован с точки зрения борьбы истинного «Я» за то, чтобы прорваться через ложное «Я», и исследовал социального наслоения, делающего ложное «Я» социально приемлемым[11]
- Поэзия Сильвии Плат интерпретируется с точки зрения конфликта между истинным и ложным «Я»[12]
- В романе Джоанн Гринберг Я никогда не обещал тебе сад роз[англ.] героиня видит в своей внешной личности лишь призрак, за которым скрывается её истинное «Я».

## Дальнейшее чтение
- D. W. Winnicott, Playing and Reality (London 1971)
- Jan Abram and Knud Hjulmand, The Language of Winnicott: A Dictionary of Winnicott’s Use of Words (London 2007)
- Susie Orbach, 'Working with the False Body', in A. Erskine/D. Judd eds., The Imaginative Body (London 1993)